# Täktom kapell
Täktom kapell finns i Hangö. Kapellet stod färdigt  år 1920 i Täktom by. Det var ursprungligen ett katolskt gravkapell och övergick i början av år 1936 till Hangö lutherska församling. Kapellet invigdes för lutherskt bruk senare samma år. Kapellet skadades svårt 1940-1941 då området var utarrenderat åt Sovjetunionen. Senare har kapellet haft fuktskador och genomgått två stora grundreparationer. Det är ett omtyckt vigsel- och dopkapell.

## Gravkapell

### Släkten Gylphe
Affärsmannen och godsägaren,  magister Carl Vilhelm Gylphe (1882 Pojo – 1942 Helsingfors), uppförde kapellet. Han hade studerat i Uppsala och Helsingfors och arbetat i S:t Petersburg. Han gifte sig med Aimée Ljubov född Höckert (1893 – 1960 Paris) i S:t Petersburg år 1914. De flyttade till Hangö, Täktom 1915 där hans far ägde ett gods. Paret fick dottern Lucie Vera Paula den 3 januari 1916. Flickan insjuknade i hjärnhinneinflammation och dog bara två och ett halvt år gammal den 29 juli 1918. En fransk präst hade döpt henne bara en vecka tidigare. Flickan begravdes på Solbacka gård, som ägdes av familjen Gylphe. Lucies bror Robert föddes 1919 och döptes till den katolska tron. Mor Aimée Gylphe konverterade till katolicismen år 1922.

### Kapellet
Arkitekterna Armas Lindgren och Bertel Liljequist planerade kapellet och det byggdes åren 1919–1920. Det murades av tegel och försågs med spåntak. Kapellet är till sin form en långkyrka, i söder försett med ett torn. I norr finns ett kor och på västra sidan finns sakristian. Arkitekterna gav det ett gotiskt formspråk men tornet bär drag av barocken.

### Släkten splittras
Gylphes lantbruksföretag gick i konkurs strax efter att kapellet blivit klart. Släkten splittrades och medlemmarna flyttade bort från Hangö. En katolsk välgörenhetsförening hade fått kapellet i gåva 1919 och skulle årligen på Lucies dödsdag hålla mässa i kapellet. Mässa ordnades bara en eller två gånger. I gåvobrevet bestämdes att om föreningens verksamhet upphörde skulle kapellet gå till den katolska församlingen. Men när marken i Täktom by delades upp tillföll kapellet industrin. De skänkte kapellet med tomt till Hangö församling. Villkoret var att kapellet skulle iordningställas för gudstjänstbruk. Gåvan togs emot 1936. Kapellet hade tagit skada i brist på underhåll.

## Täktombornas kyrka
Församlingen renoverade kapellet 1935–1936. Trasiga rutor ersattes, fönster och dörrar förnyades och spåntaket ersattes av plåttak. Också golv och tak renoverades. Byn hade tagit på sig att hålla vägen i skick och kapellet fick donationer av bruksföremål. Kapellet invigdes den 15 mars 1936 av biskopen i Borgå, Max von Bonsdorff. Täktomborna kunde då flytta sina gudstjänster från skolan till kapellet.

## Krigsskador
Under arrendetiden 1940-41 fick kapellet stora skador vid en brand. De första åtgärderna skyddade bara huset från att ta ytterligare skada. År 1949 renoverades kapellet grundligt under arkitekt Liljequists ledning. Renoveringen följde Lindgrens ursprungliga planer och återigen måste fönster, dörrar och golv förnyas. Kapellets spåntak återställdes. Väggarna vitkalkades ut- och invändigt och ny fast inredning byggdes.

### Senare renoveringar
Tornet förnyades 1959 och rappades. Kapellet fick elbelysning och oljeeldning år 1961 trots det uppstod fuktskador och uppvärmningen förnyades år 1963.
Nya reparationer både ut och invändigt gjordes 1971 under ledning av arkitekt Lars Rejström. Kapellet fick eluppvärmning och området snyggades upp. Kapellet återinvigdes 9 april 1972.
Men kapellet kom också nu att få fuktskador och renoverades på nytt 1998–1999. Arkitekt Gunnel M. Helander ansvarade för nästa stora renovering år 2007. Inredningen i kapellet förnyades helt och de fasta bänkarna ersattes av stolar och med bl.a. färgsättningen ville man återgå till den nygotiska stilen.

## Instrument
Kapellet fick ett orgelharmonium år 1937. Vid renoveringen 1971 ersattes detta med ett orgelpositiv d.v.s. en flyttbar liten orgel, vilken i sin tur ersattes av en femstämmig orgel år 1975. År 2007 fick kapellet en digital orgel.